# Delia caledonica
Delia caledonica är en tvåvingeart som beskrevs av Assis-fonseca 1966. Delia caledonica ingår i släktet Delia och familjen blomsterflugor. Inga underarter finns listade i Catalogue of Life.